# Vauciennes (Marne)
Pour les articles homonymes, voir Vauciennes.
Vauciennes est une commune française, située dans le département de la Marne en région Grand Est.

## Géographie
Vauciennes se situe sur les coteaux sud de la vallée de la Marne, à l'ouest d'Épernay. Le sud de la commune s'élève au-dessus des 200 m d'altitude. Au nord du village, on trouve le vignoble de Champagne. La commune regroupe, outre le village, plusieurs hameaux : la Barre, le Camois, la Chapotte et les Limons. Le hameau le plus important est la Chaussée de Damery, au nord, vers Damery. L'ancienne route nationale 3 (RD 3) traverse le nord de la commune et notamment la Chaussée. Le sentier de grande randonnée 14 (GR14) passe par le village et fait le tour de l'église.
|           | Damery                |          |
| Boursault | Vauciennes            | Mardeuil |
|           | Saint-Martin-d'Ablois | Épernay  |

### Hydrographie
La commune est dans la région hydrographique « la Seine de sa source au confluent de l'Oise (exclu) » au sein du bassin Seine-Normandie. Elle est drainée par la Fausse Marne et le canal 01 des Beaunes,.

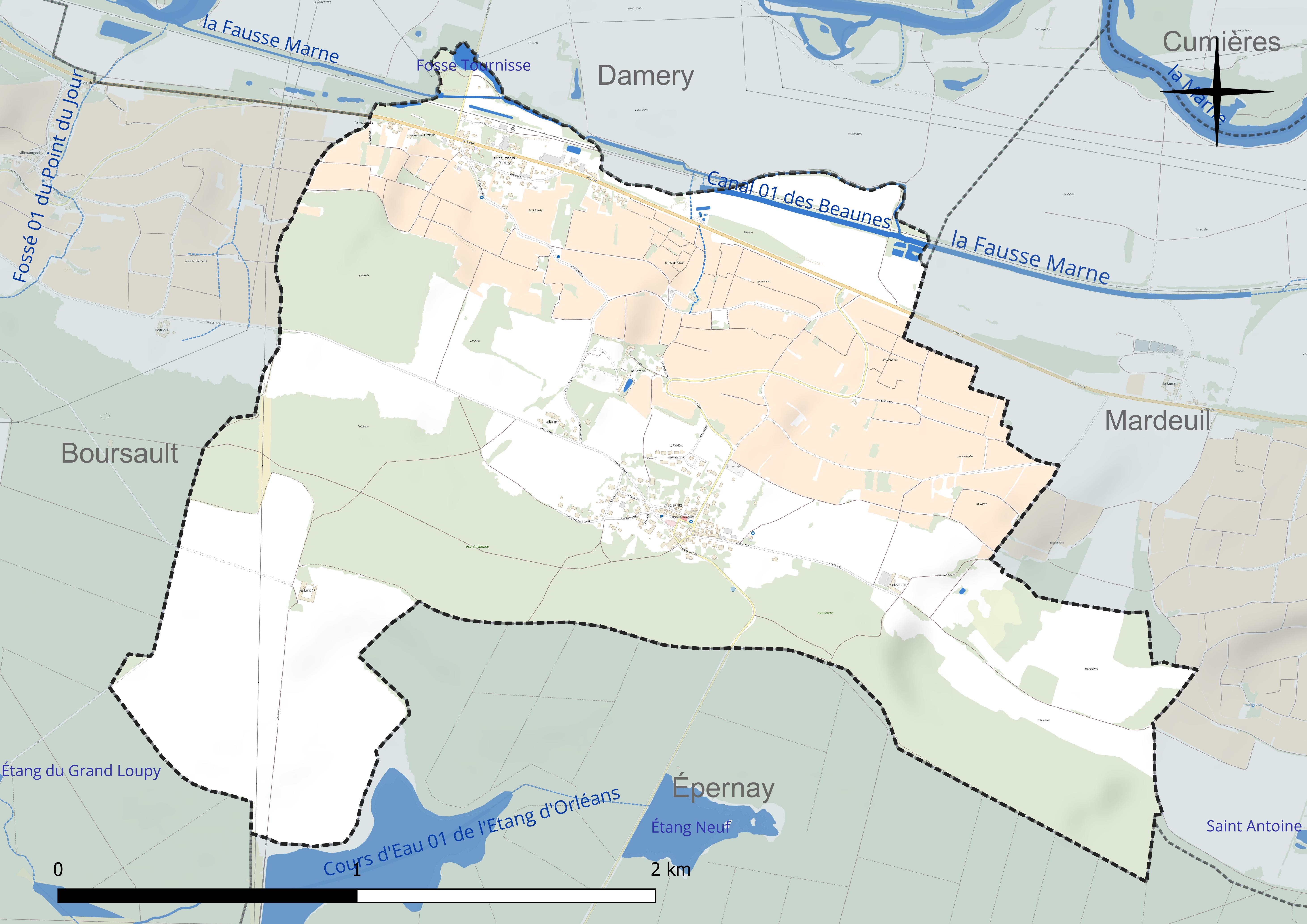
Réseau hydrographique de Vauciennes.

Un plan d'eau complète le réseau hydrographique : la fosse Tournisse, d'une superficie totale de 0,8 ha (0,8 ha sur la commune),.

### Climat
Pour des articles plus généraux, voir Climat du Grand Est et Climat de la Marne.
En 2010, le climat de la commune est de type climat océanique dégradé des plaines du Centre et du Nord, selon une étude du Centre national de la recherche scientifique s'appuyant sur une série de données couvrant la période 1971-2000. En 2020, Météo-France publie une typologie des climats de la France métropolitaine dans laquelle la commune est exposée à un climat océanique altéré et est dans la région climatique  Nord-est du bassin Parisien, caractérisée par un ensoleillement médiocre, une pluviométrie moyenne régulièrement répartie au cours de l’année et un hiver froid (3 °C). 
Pour la période 1971-2000, la température annuelle moyenne est de 10,6 °C, avec une amplitude thermique annuelle de 15,7 °C. Le cumul annuel moyen de précipitations est de 790 mm, avec 11,7 jours de précipitations en janvier et 7,6 jours en juillet. Pour la période 1991-2020, la température moyenne annuelle observée sur la station météorologique de Météo-France la plus proche, « Chouilly », sur la commune de Chouilly à 10 km à vol d'oiseau, est de 11,4 °C et le cumul annuel moyen de précipitations est de 668,9 mm. 
La température maximale relevée sur cette station est de 40,3 °C, atteinte le 25 juillet 2019 ; la température minimale est de −12,3 °C, atteinte le 5 février 2012,,. 
Les paramètres climatiques de la commune ont été estimés pour le milieu du siècle (2041-2070) selon différents scénarios d'émission de gaz à effet de serre à partir des nouvelles projections climatiques de référence DRIAS-2020. Ils sont consultables sur un site dédié publié par Météo-France en novembre 2022.

## Urbanisme

### Typologie
Au 1er janvier 2024, Vauciennes est catégorisée commune rurale à habitat dispersé, selon la nouvelle grille communale de densité à sept niveaux définie par l'Insee en 2022.
Elle est située hors unité urbaine. Par ailleurs la commune fait partie de l'aire d'attraction d'Épernay, dont elle est une commune de la couronne,. Cette aire, qui regroupe 44 communes, est catégorisée dans les aires de 50 000 à moins de 200 000 habitants,.

### Occupation des sols
L'occupation des sols de la commune, telle qu'elle ressort de la base de données européenne d’occupation biophysique des sols Corine Land Cover (CLC), est marquée par l'importance des territoires agricoles (65,4 % en 2018), une proportion identique à celle de 1990 (65,4 %). La répartition détaillée en 2018 est la suivante : 
forêts (31 %), terres arables (25,3 %), cultures permanentes (24,1 %), zones agricoles hétérogènes (16 %), zones urbanisées (3,6 %). L'évolution de l’occupation des sols de la commune et de ses infrastructures peut être observée sur les différentes représentations cartographiques du territoire : la carte de Cassini (XVIIIe siècle), la carte d'état-major (1820-1866) et les cartes ou photos aériennes de l'IGN pour la période actuelle (1950 à aujourd'hui).

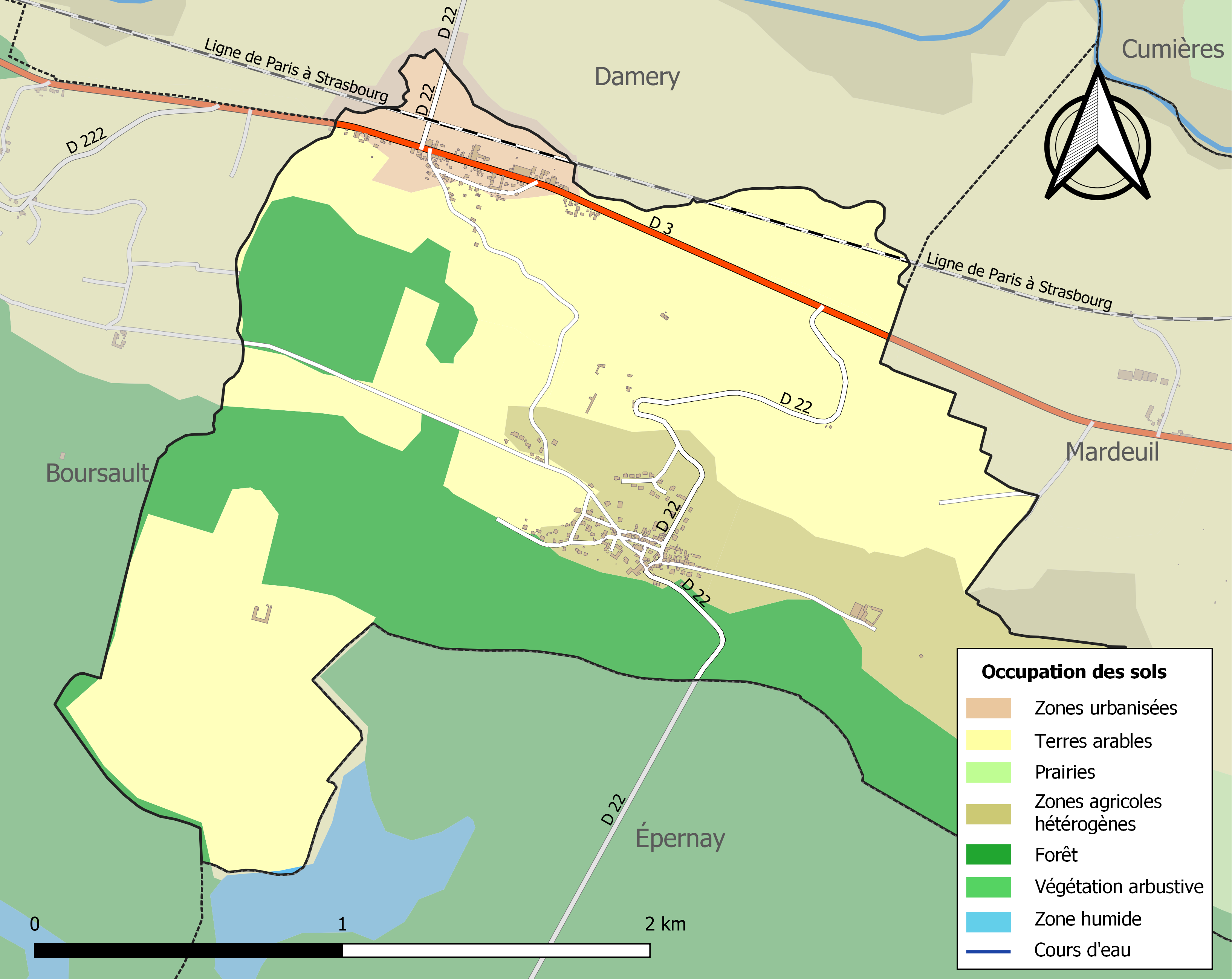
Carte des infrastructures et de l'occupation des sols de la commune en 2018 (CLC).

## Toponymie
Le nom de la localité est attesté sous les formes Velcianæ (980) ; Vulcenæ (1110) ; Vusenæ (1193) ; Vouciennes (1222) ; Vocienes (vers 1222) ; Vouciniæ (1235) ; Voucienes (vers 1252) ; Vocenes (1260) ; Voucenniæ, Vousiennes (1265) ; Vousiennes (1323) ; Voulleciennes (1428) ; Vaussiennes (1464) ; Vaulsiennes-en-Brie (1527) ; Vaultiennes (1598) ; Vaultienne (1662) ; Voulciennes (1673) ; Vauciennes (1685) ; Vausienne (XVIIIe siècle).

## Politique et administration

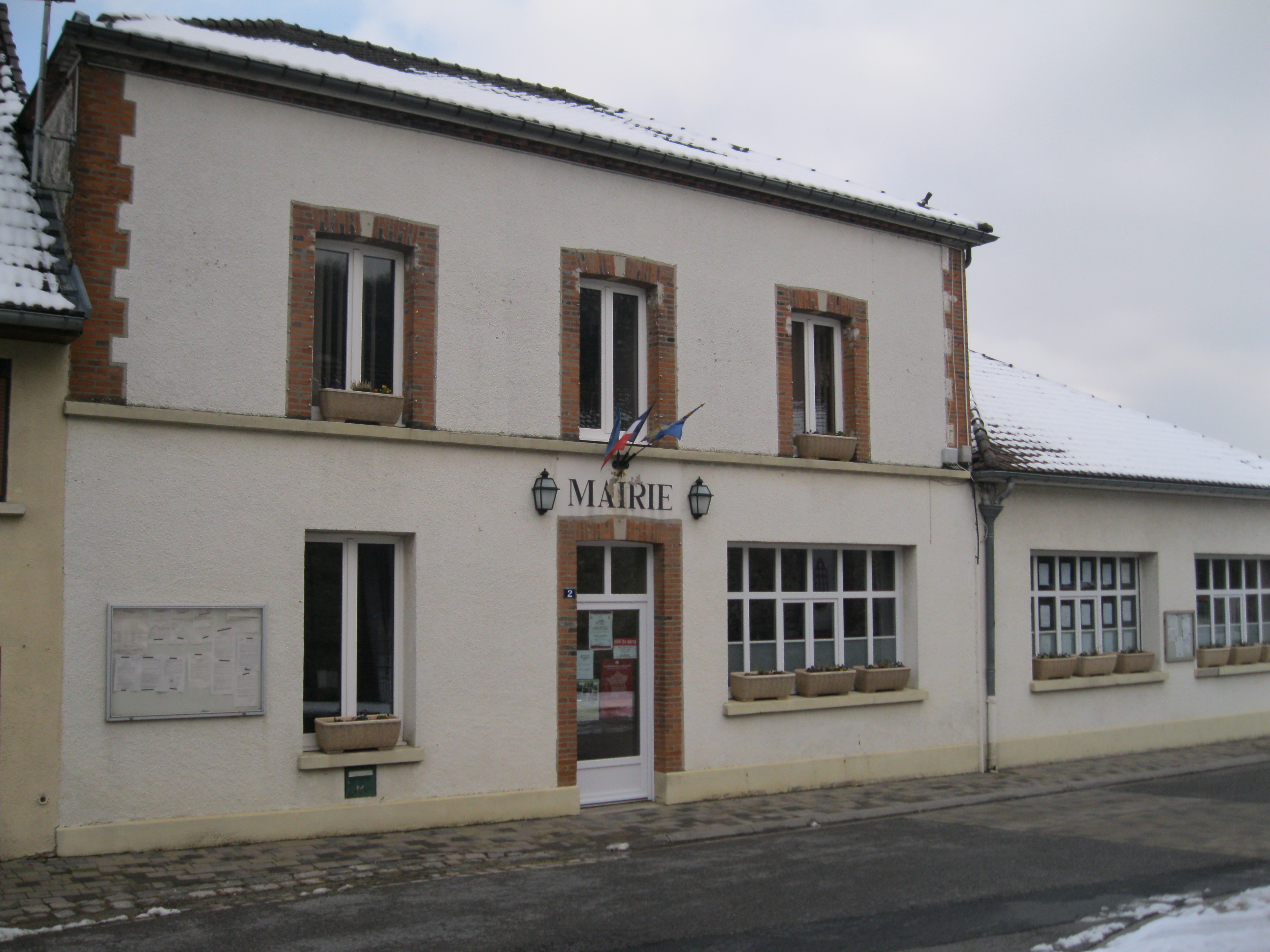
La mairie.

| Période                                  | Période    | Identité          | Étiquette | Qualité                          |
| ---------------------------------------- | ---------- | ----------------- | --------- | -------------------------------- |
| Les données manquantes sont à compléter. |            |                   |           |                                  |
| avant 1876                               | après 1877 | Prudhomme         |           |                                  |
| 2001                                     | En cours   | Christiane Fourny |           | Réélue pour le mandat 2020-2026, |

## Équipements et services publics

### Eau et déchets
L'approvisionnement en eau potable et l'assainissement des eaux usées sont des compétences de la communauté de communes des Paysages de la Champagne. La commune de Vauciennes est alimentée en eau potable par les captages du Moulin d'en Bas, situés sur le territoire d'Œuilly. La production et la distribution d'eau potable font l'objet d'une délégation de service public confiée à Suez jusqu'en 2029. Vauciennes accueille une station d'épuration à boues activées d'une capacité de 600 équivalent-habitants sur son territoire. L'assainissement collectif y est assuré en régie par la communauté de communes.
La communauté de communes est également compétente en matière de déchets. La collecte des ordures ménagères résiduelles et des déchets recyclables est réalisée en porte à porte. La communauté de commune adhérant au syndicat de valorisation des ordures ménagères de la Marne (SYVALOM), ces déchets sont amenés au centre de transfert départemental de Pierry puis valorisés sur le site de La Veuve. La collecte du verre et des textiles se fait en apport volontaire. La communauté de communes met par ailleurs six déchèteries à disposition de ses habitants, accessibles après création d'une carte d'accès : à Châtillon-sur-Marne, Damery-Venteuil, Fèrebrianges, Mareuil-le-Port, Montmort-Lucy et Trélou-sur-Marne.

### Enseignement
Vauciennes fait partie de l'académie de Reims.
La commune est rattachée au groupe scolaire de Damery, composé d'une école maternelle de 53 élèves située rue de Tarbes et d'une école élémentaire de 103 élèves située place des Écoles (chiffres 2024-2025).
Les enfants de Vauciennes sont ensuite rattachés au collège Côte Legris d'Épernay et au lycée Stéphane-Hessel d'Épernay.

### Postes et télécommunications
Deux boîtes aux lettres de La Poste se trouvent sur le territoire de la commune, rue de la Liberté (Vauciennes) et avenue de Paris (La Chaussée-de-Damery). Les bureaux de poste les plus proches sont situés à Damery et Mardeuil.

### Justice, sécurité et secours
Du point de vue judiciaire, Vauciennes relève du conseil de prud'hommes d'Épernay, du tribunal de commerce de Reims, du tribunal judiciaire, du tribunal paritaire des baux ruraux et du tribunal pour enfants de Châlons-en-Champagne, dans le ressort de la cour d'appel de Reims. Pour le contentieux administratif, la commune dépend du tribunal administratif de Châlons-en-Champagne et de la cour administrative d'appel de Nancy.
Vauciennes est située en secteur Gendarmerie nationale et dépend de la brigade d'Épernay.
En matière d'incendie et de secours, la caserne la plus proche est celle d'Épernay, dépendant du Service départemental d'incendie et de secours (SDIS) de la Marne. La commune est rattachée au centre de première intervention de Saint-Martin-d'Ablois-Boursault, qui compte 17 sapeurs-pompiers volontaires intercommunaux suppléant les pompiers professionnels du SDIS.

## Population et société

### Démographie
L'évolution du nombre d'habitants est connue à travers les recensements de la population effectués dans la commune depuis 1793. Pour les communes de moins de 10 000 habitants, une enquête de recensement portant sur toute la population est réalisée tous les cinq ans, les populations de référence des années intermédiaires étant quant à elles estimées par interpolation ou extrapolation. Pour la commune, le premier recensement exhaustif entrant dans le cadre du nouveau dispositif a été réalisé en 2008.

En 2022, la commune comptait 325 habitants, en évolution de −2,69 % par rapport à 2016 (Marne : −1,19 %, France hors Mayotte : +2,11 %).
| 1793 | 1800 | 1806 | 1821 | 1831 | 1836 | 1841 | 1846 | 1851 |
| ---- | ---- | ---- | ---- | ---- | ---- | ---- | ---- | ---- |
| 181  | 262  | 217  | 218  | 237  | 252  | 282  | 279  | 297  |

| 1856 | 1861 | 1866 | 1872 | 1876 | 1881 | 1886 | 1891 | 1896 |
| ---- | ---- | ---- | ---- | ---- | ---- | ---- | ---- | ---- |
| 284  | 279  | 274  | 253  | 271  | 271  | 302  | 300  | 282  |

| 1901 | 1906 | 1911 | 1921 | 1926 | 1931 | 1936 | 1946 | 1954 |
| ---- | ---- | ---- | ---- | ---- | ---- | ---- | ---- | ---- |
| 279  | 294  | 288  | 290  | 304  | 270  | 276  | 295  | 313  |

| 1962 | 1968 | 1975 | 1982 | 1990 | 1999 | 2006 | 2008 | 2013 |
| ---- | ---- | ---- | ---- | ---- | ---- | ---- | ---- | ---- |
| 305  | 297  | 302  | 298  | 338  | 339  | 309  | 301  | 318  |

| 2018 | 2022 | - | - | - | - | - | - | - |
| ---- | ---- | - | - | - | - | - | - | - |
| 330  | 325  | - | - | - | - | - | - | - |

### Cultes
Pour le culte catholique, Vauciennes dépend de la paroisse Saint-Sébastien - Rives de Marne, au sein du diocèse de Châlons-en-Champagne.

### Médias
La presse écrite régionale comprend le quotidien L'Union et l'hebdomadaire L'Hebdo du vendredi.
Parmi les stations de radio locales, il est possible de citer Ici Champagne-Ardenne et Champagne FM.

## Culture et patrimoine

### Lieux et monuments
L'église Saint-Léger est classée monument historique depuis 1930. Le clocher, surmonté d'un toit en bâtière, est haut de 21,6 m. De style roman, il remonte probablement au XIIe siècle alors que le reste de l'édifice date du XVIe siècle. Le chevet est de style gothique flamboyant. L'ancienne cloche de l'église, Jeanne Perrette, a été baptisée en 1786, mais abîmée, elle a été remplacée par Françoise Marie en 1994 grâce à l'association Les Amis de l'église Saint-Léger de Vauciennes.
Devant l'église, sa façade ouest, on trouve un lavoir.
Le monument aux morts de la commune se trouve à l'écart du village, vers le nord. Depuis là, on a un point de vue sur la vallée de la Marne.

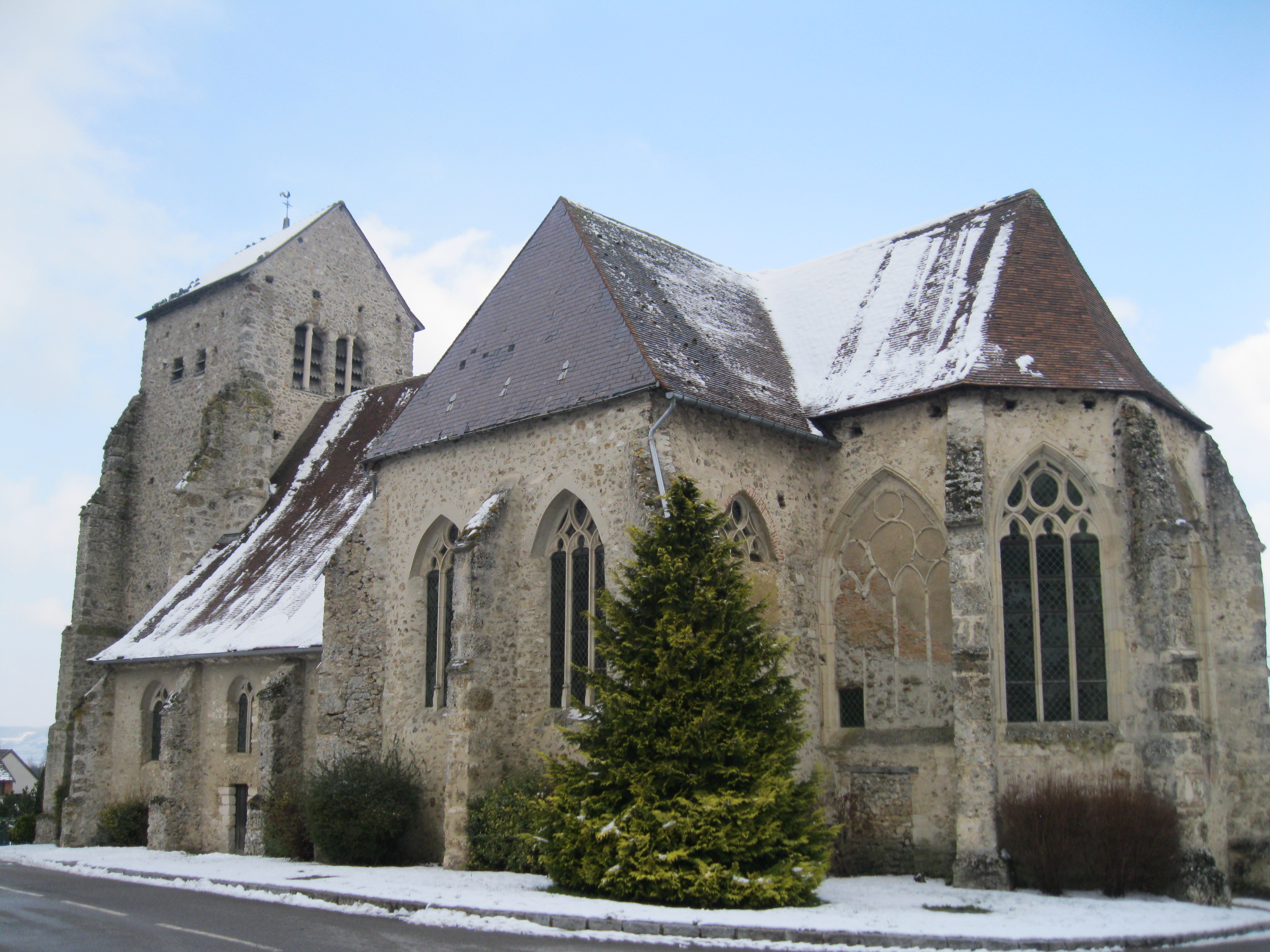
Le côté sud de l'église.
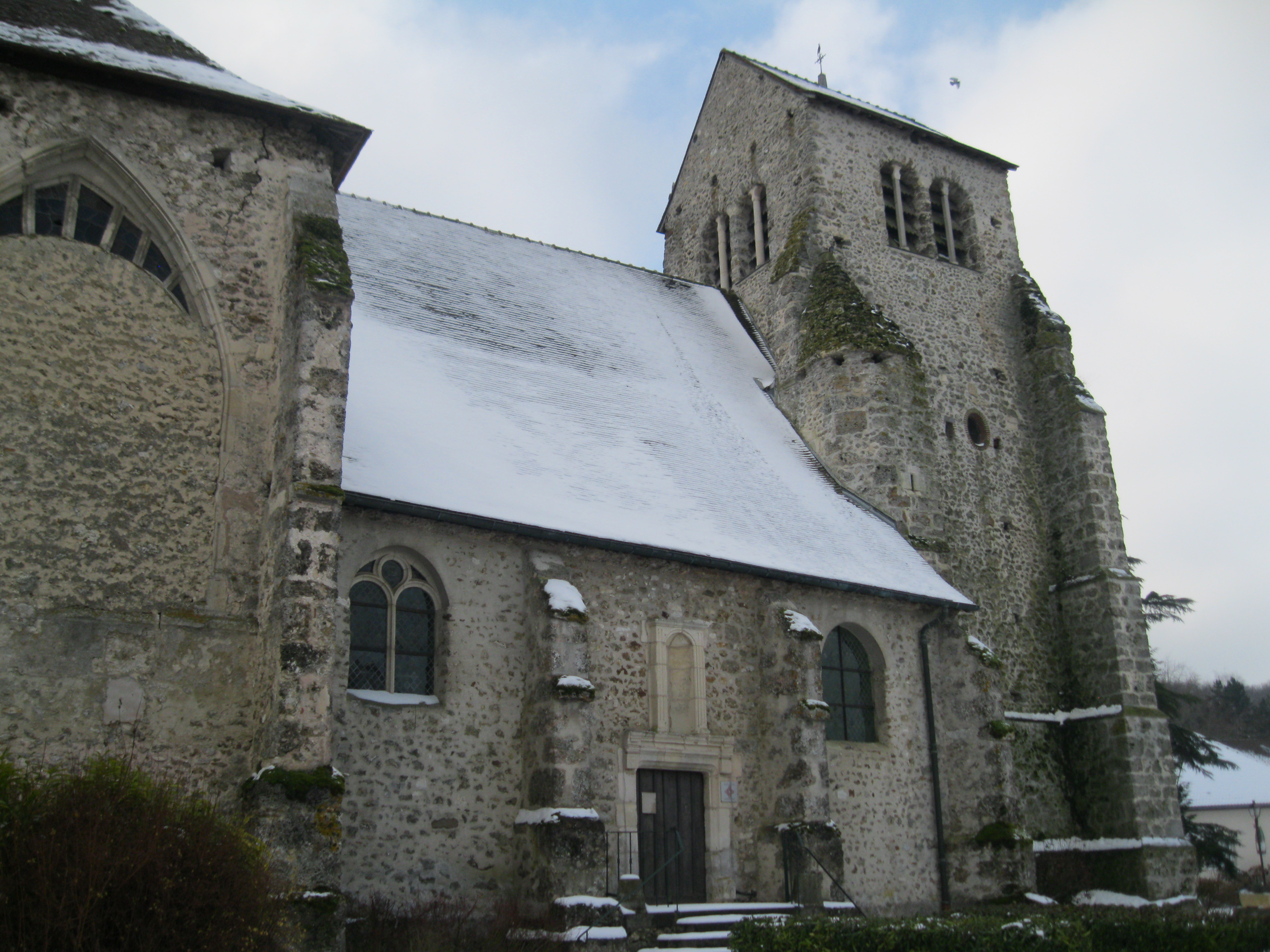
Le côté nord de l'église.
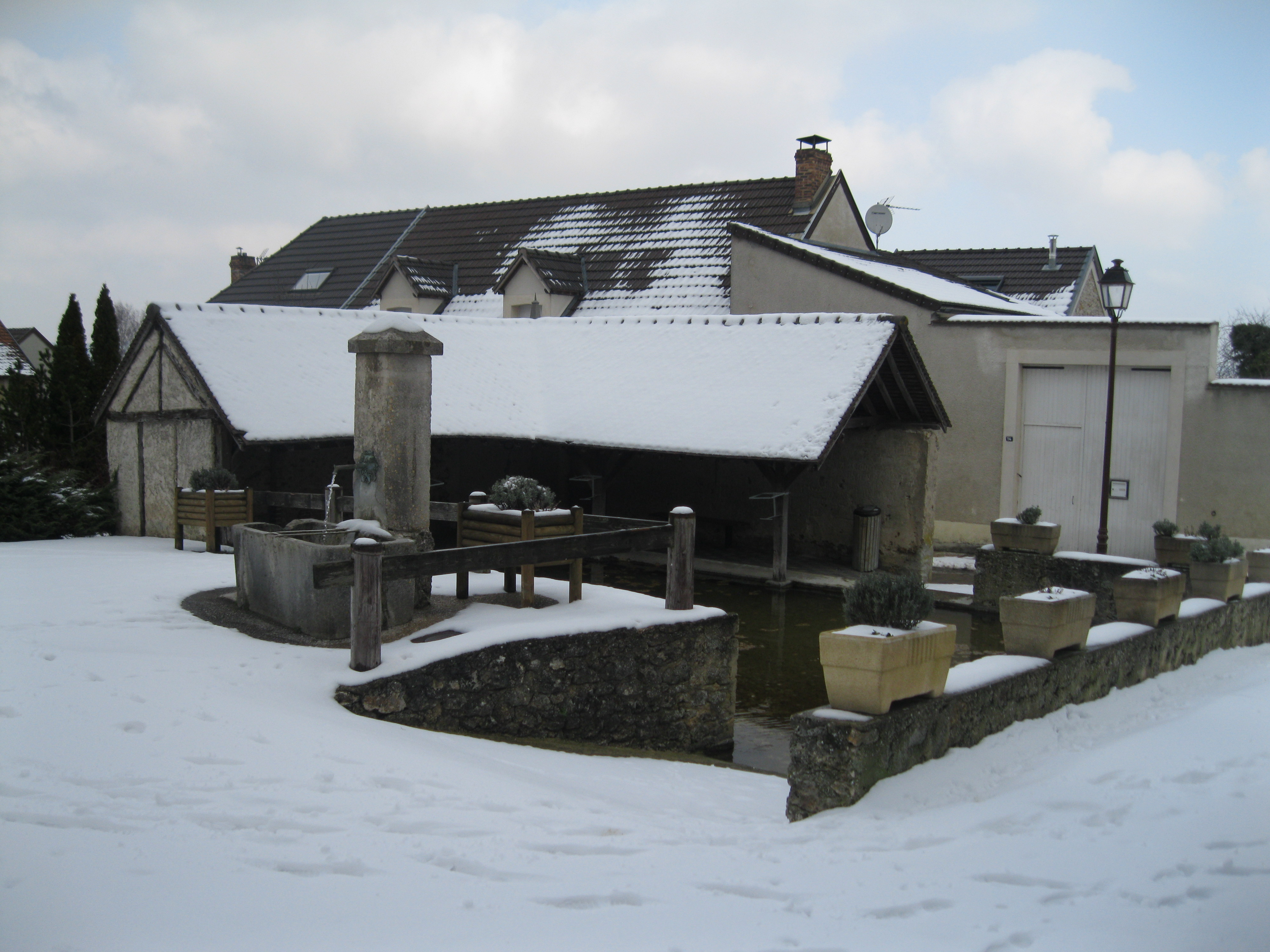
Le lavoir.
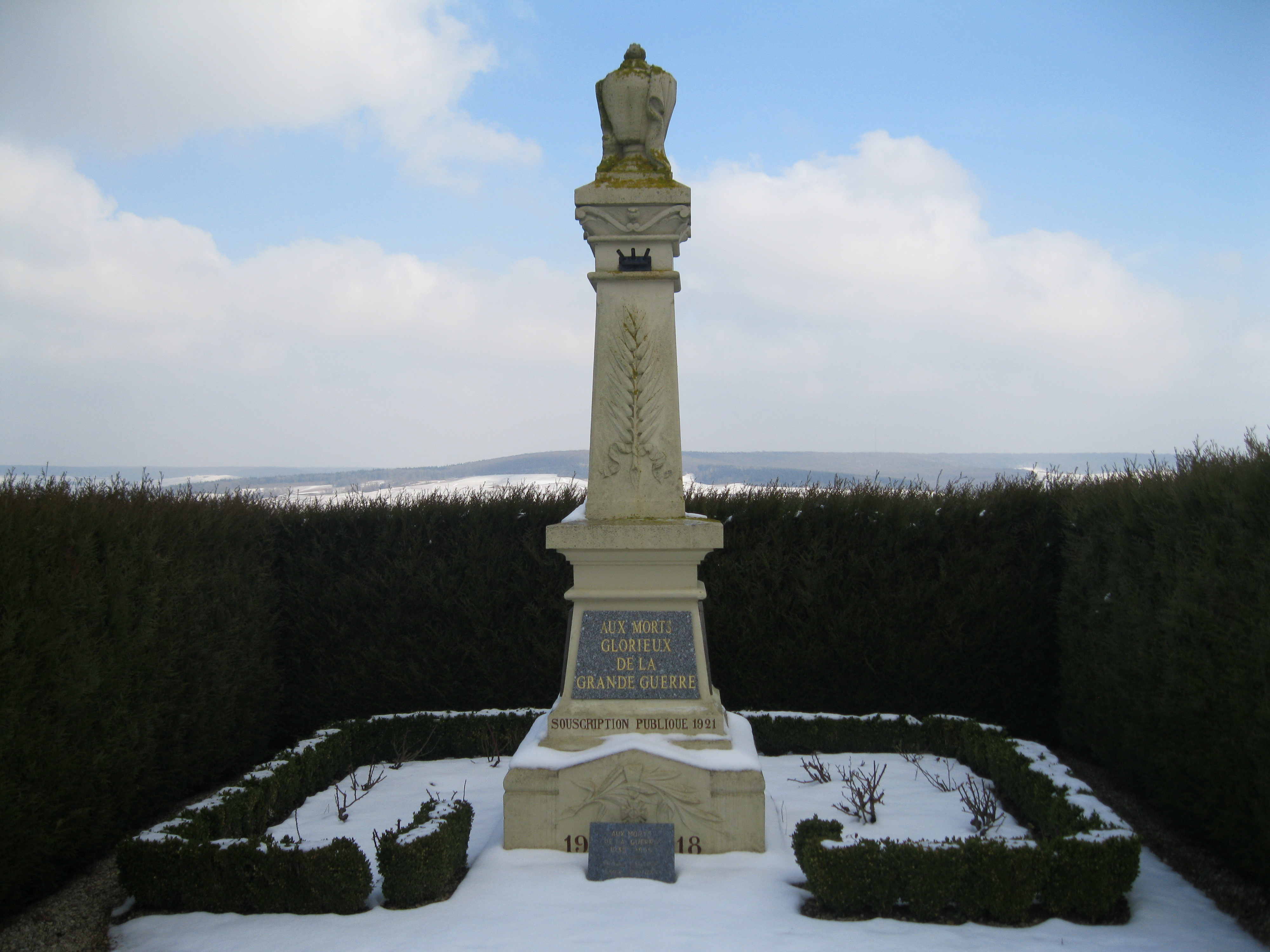
Le monument aux morts.